# Campanulastrum
Campanulastrum is een geslacht uit de klokjesfamilie (Campanulaceae).
De bekendste vertegenwoordiger is de Campanulastrum americanum ('American bellflower'), oftewel het Amerikaans klokje. Deze soort wordt meestal in het geslacht Campanulastrum geplaatst, sommige taxonomen geven er echter de voorkeur aan hem in het nauw verwante geslacht Campanula onder te brengen.
Het Amerikaans klokje is een lange, eenjarige plant die voornamelijk op de Great Plains en langs de oostkust van de verenigde Staten groeit.
De bloemen zijn lichtblauw tot violet en vormen vaak langgerekte groepen. Het wijkt af van veel andere klokjes doordat de bloemen plat en niet rond klokvormig zijn.
... · 
Adenophora · 
Brighamia · 
Cyanea · 
Campanula (Klokje) · 
Campanulastrum · 
Delissea · 
Jasione · 
Legousia (Spiegelklokje) ·  
Lobelia (Lobelia) · 
Ostrowskia · 
Phyteuma (Rapunzel) · 
Trachelium · 
Wahlenbergia · 
...